# Anna Pellissier
Anna Pellissier (pron. fr. AFI: [pelisje]) (Breuil-Cervinia, 24 marzo 1927 – Aosta, 14 giugno 2017) è stata una sciatrice alpina italiana.

## Biografia
Nata a Breuil-Cervinia, nel comune di Valtournenche, in Valle d'Aosta, nel 1927, a 28 anni partecipò ai Giochi olimpici di Cortina d'Ampezzo 1956, in tre gare: nella discesa libera arrivò 11ª con il tempo di 1'49"7, nello slalom terminò 16ª con il tempo totale di 2'06"5 e nello slalom gigante chiuse 17ª in 2'02"4.
Ai campionati italiani fu campionessa nello slalom gigante nel 1954.
Fu anche alpinista: nel 1947 salì il Cervino dalla cresta Furggen, prima donna a riuscirci.
Morì nel 2017, a 90 anni.